# H&M
A Hennes & Mauritz (também conhecida como H&M) é uma empresa multinacional sueca de moda presente em 74 mercados e com mais de 5000 lojas. O seu modelo de negócio é «Moda e qualidade ao melhor preço, de forma sustentável». Para além da sua marca principal, o Grupo H&M também é detentor das marcas COS, Monki, Weekday, & Other Stories, Arket, Afound e Sellpy.

## História

### Anos 40 e 50
Em 1946, um jovem empreender sueco de 30 anos, Erling Persson, faz uma viagem de carro pelos Estados Unidos da América. É em Nova York, inspirado pelo comércio local, que lhe ocorre uma ideia inovadora para vender roupa de senhora na sua terra natal.
Um ano depois, em 1947, Persson abre uma loja de moda feminina em Västerås, uma pequena cidade portuária no centro da Suécia. Decide chamar-lhe Hennes, que em sueco significa «delas».
O logótipo dessa loja, que em breve se tornaria famoso, é desenhado por ele próprio, numa primeira versão da marca que apenas incluía o nome Hennes. Em 1952, Persson abre a primeira loja na capital da Suécia, Estocolmo, e dois anos depois, na inauguração da segunda loja, a popularidade da marca já é visível nas filas que se formam à entrada.
Nesse mesmo ano, a marca Hennes ocupa uma página inteira com um anúncio a cores no jornal diário mais vendido da Suécia, um investimento pioneiro que demonstra a forte crença que a empresa sempre teve nas estratégias de marketing.
A década de 50 termina com mais uma abertura, desta vez de uma loja flagship, num dos cinco arranha-céus emblemáticos localizados em Hötorget, uma zona central de Estocolmo.

### Anos 60 e 70
Em 1968, a marca Hennes adquire as lojas de equipamento de caça e pesca Mauritz Widforss, sediadas em Estocolmo. A partir de então, o nome da empresa passa a ser Hennes & Mauritz, cuja abreviatura resultará depois no logo H&M. Mas esta não é a única novidade. Com esta incorporação, a Hennes & Mauritz também passa a comercializar roupa para homem e criança, alargando a oferta a toda a família.
A expansão é rápida: em 1969, a Hennes & Mauritz já tem 42 lojas. No decorrer destas duas décadas, também entra em mercados internacionais, nomeadamente na Noruega, Dinamarca, Reino Unido e Suíça.
Em 1973, a marca começa a vender lingerie, e nesse mesmo ano, Anni-Frid Lyngstad, estrela dos ABBA, converte-se na primeira figura pública a ser fotografada pela empresa sueca, com o intuito de promover a sua nova gama de cosmética.
A expansão da Hennes & Mauritz cresce ao ritmo de 6 lojas novas por ano, sendo que em 1974, a empresa passa a estar listada na Bolsa de Valores de Estocolmo. Neste mesmo ano, obedecendo a uma estratégia de rebranding, as lojas passam a adotar o diminutivo H&M, ainda hoje em uso.

### Anos 80 e 90
Na década de 80, o foco da empresa está na expansão internacional. As novas aberturas de lojas incluem mercados muito fortes como o alemão e o holandês.
Muito antes dos termos e-commerce ou loja online existirem, os artigos da H&M começam a chegar às casas das pessoas através da aquisição da Rowells, uma empresa sueca de vendas por correspondência, em 1980.
Na comemoração dos 35 anos da abertura da primeira loja em Västerås, o fundador da H&M, Erling Persson, decide aposentar-se e dar lugar ao seu filho. A empresa apresenta o segundo CEO da sua história: Stefan Persson.
Os anos 90 são uma época de transição no que às estratégias de marketing diz respeito. Os anúncios nos jornais são substituídos pela publicidade em grandes superfícies urbanas, sempre com supermodelos, artistas e atores reconhecidos vestidos com roupa da H&M, o que evidencia a internacionalização da marca.
Modelos como Elle Macpherson, Cindy Crawford, Naomi Campbell, Claudia Schiffer, Christy Turlington e Linda Evangelista trazem muita atenção mediática às campanhas da H&M.
Em 1998, a marca abre a sua primeira loja online no mercado sueco, e a expansão europeia chega até à capital francesa, Paris.

### 2000 - 2010
No novo milénio, a H&M abre a sua primeira loja fora da Europa, uma flagship na Quinta Avenida, em Nova York. Em 2003, abre a primeira loja em Lisboa, nos antigos Armazéns Grandella, no Chiado.
Em 2004 surge a primeira colaboração com um designer reconhecido, Karl Lagerfeld, e o sucesso desta coleção, que pretendia tornar a moda e a alta costura acessíveis a qualquer pessoa, foi depois repercutido com outros gigantes como Roberto Cavalli, Alexander Wang ou Stella McCartney.
A expansão continua, desta vez para o oriente, onde a H&M abre as primeiras lojas em Xangai e Hong Kong em 2007. Neste mesmo ano, três décadas após a abertura da primeira loja Hennes, nasce uma nova marca dentro do grupo, a COS. A primeira loja desta marca de alta qualidade é inaugurada em Londres.
Com a aquisição do grupo FaBric Scandinavien AB, o grupo H&M adquire também as marcas de roupa Weekday, Monki e Cheap Monday.
Em 2009, a H&M lança um novo conceito de artigos para a casa, a H&M Home.
Ainda no final desta primeira década do novo milénio, Karl-Johan Persson, neto do fundador da H&M, assume o cargo de CEO, sendo o terceiro membro da família a tomar conta dos destinos do grupo sueco. Karl-Johan vem substituir Rolf Eriksen, que assumiu esse mesmo cargo durante 9 anos.

### 2010 - presente
Na segunda década do século XXI, a H&M faz uma forte aposta na moda sustentável, lançando a sua primeira coleção feita inteiramente de materiais ecológicos.
Em 2013 esta aposta vai ainda mais longe, quando a marca introduz a nível mundial um sistema de recolha de roupas usadas. Desde o seu começo, mais de 50 000 toneladas de roupa trazida pelos clientes da H&M foi reciclada ou reutilizada.
Neste mesmo ano, o grupo H&M lança mais uma marca: & Other Stories. Uma marca independente, com estúdios de design sediados em Paris e Estocolmo.

## Em Portugal

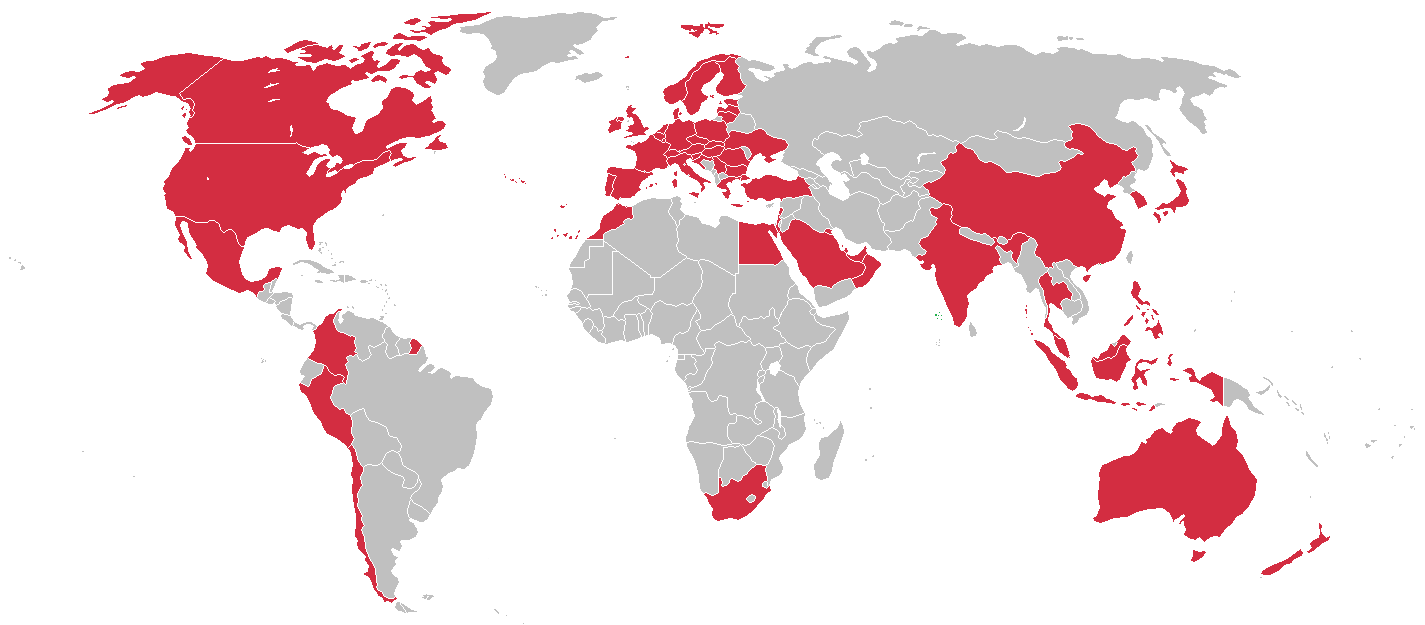
Países com lojas da H&M (2022)

Existem 28 lojas da H&M em Portugal, a primeira das quais foi inaugurada em 2003, no edifício histórico Grandella, situado no centro de Lisboa. Para além desta, existe mais uma loja de rua no Funchal, estando as restantes lojas sediadas em centros comerciais. Em dezembro de 2018, o grupo inaugurou a sua mais recente loja em Portugal, situada no Centro Comercial Alameda Shop & Spot, no Porto.
Outra marca que também pertence ao grupo sueco é a COS, que em Portugal tem uma loja situada na Avenida da Liberdade, em Lisboa.
Para além desta presença física, o grupo H&M também disponibiliza uma loja online para cada uma das suas marcas, fazendo entregas em todo o país, à excepção das Ilhas da Madeira e dos Açores.
Em julho de 2019, a H&M criou o seu primeiro festival de música em Portugal. Com o título H&M Loves Music, a marca deu continuidade a uma tendência internacional e apresentou um cartaz composto apenas por músicos portugueses que atuaram durante um dia no Cineteatro Capitólio. Entre os músicos, constaram nomes como Conan Osiris, Blaya e Carlão (ex-Pacman dos Da Weasel). A totalidade da venda dos bilhetes foi doada à World Wild Fund for Nature, nomeadamente para a proteção e conservação do lobo ibérico.

## Saída do mercado russo
Juntamente com centenas de outras empresas globais, a H&M anunciou a 2 de março de 2022 o fim das operações de varejo de suas mais de 150 lojas na Rússia, como resultado da invasão russa à Ucrânia. A H&M citou que «está com todas as pessoas que sofrem» na Ucrânia, bem como «pela segurança de clientes e colegas» na Rússia. Tendo expandido recentemente naquele país, incluindo os formatos Weekday e & Other Stories, a Rússia era o sexto maior mercado da H&M na época, e representou o 4% das vendas do grupo no mundo no quarto trimestre de 2021.

## Chegada ao Brasil
No dia 17 de julho de 2023, a empresa anunciou que irá entrar no mercado brasileiro tanto em formato físico quanto digital previsto para iniciar suas operações em 2025.

## Marketing e comunicação
As campanhas de marketing ficaram famosas nos anos 90, graças à imagem de atores como Geena Davis e Bridget Fonda, artistas como Kylie Minogue, modelos como Gisele Bundchen e Claudia Schiffer. Para a coleção de Outono Inverno 2006 a imagem de H&M foi representada pela cantora Madonna. Com esta estratégia de publicidade, a H&M tornou-se o líder europeu em distribuição têxtil e uma das três maiores companhias do sector têxtil do mundo, junto à americana GAP e à espanhola Inditex.
De facto, a H&M é uma das poucas marcas de roupa desta categoria a realizar anúncios televisivos de publicidade dos seus produtos.
Embora todas as colecções da H&M sejam criadas por designers e compradores próprios da empresa, a marca também ficou conhecida por colaborar com alguns estilistas de renome em colaborações exclusivas e únicas nos últimos anos. A primeira dessas colaborações foi com Karl Lagerfeld, um dos mais emblemáticos diretores criativos da Chanel. O objetivo destas colaborações, segundo a empresa, é tornar a moda de alta costura acessível ao público em geral, uma vez que estas coleções têm preços muito mais baixos do que os praticados pelas próprias marcas ou estilistas convidados.
Estas são as colaborações com estilistas mais importantes que a H&M realizou nos últimos anos:
- 2004: H&M x Karl Lagerfeld
- 2005: H&M x Stella McCartney
- 2006: H&M x Viktor & Rolf
- 2007: H&M x Roberto Cavalli
- 2008: H&M x Comme des Garçons
- 2009: H&M x Matthew Williamson / H&M x Jimmy Choo
- 2010: H&M x Sonial Rykiel / H&M x Lanvin
- 2011: H&M x Versace
- 2012: H&M x Marni
- 2013: H&M x Maison Martin Margiela / H&M x Isabel Marant
- 2014: H&M x Alexander Wang
- 2015: H&M x Balmain
- 2016: H&M x Kenzo
- 2017: H&M x Erdem
- 2018: H&M x Moschino
- 2019: H&M x Giambattista Valli / H&M x Johanna Ortiz

Paralelas a estas coleções com estilistas, a H&M também faz parcerias com figuras públicas mundiais na criação de coleções que incluem a assinatura das mesmas. Foi o caso da cantora de música pop Madonna, em 2007, ou do jogador de futebol internacional David Beckham, em diferentes anos. Justin Bieber, The Weeknd, Kylie Minogue e Lana Del Rey são outras figuras mediáticas que também participaram neste tipo de coleções cápsula.
A nível de Marketing, a empresa também tem apostado na vertente musical mais em contacto com o público jovem. Sobre o mote H&M Loves Music, a marca tem marcado presença em vários eventos e festivais internacionais, sendo o mais conhecido dos quais o festival de música Coachella, nos Estados Unidos da América, com o qual a empresa chegou inclusivamente a criar coleções de roupa festivaleira. Em Portugal, a marca também marcou presença no festival de música Meo Marés Vivas, em Vila Nova de Gaia, na edição de 2018, sendo que em 2019, criou pela primeira vez o seu próprio festival de música, que ocorreu no Cineteatro Capitólio, em Lisboa.